# Église de Bethphagé
L'église de Bethphagé est une église catholique située près du mont des Oliviers à Jérusalem à l'ancien lieu de Bethphagé.

## Histoire
La petite église actuelle, construite pour les franciscains de la custodie de Jérusalem en 1883, se trouve sur les ruines d'une ancienne chapelle de l'époque des croisés, au XIIe siècle. Cette chapelle a été elle-même construite sur les ruines d'une église du IVe siècle, commémorant la visite de Jésus-Christ à Marthe, la sœur de Lazare, après la mort de ce dernier, car Bethphagé se trouve à mi-chemin entre Béthanie et Jérusalem. Cette église était dédiée à saint Zacharie, auteur de la prophétie de l'âne.
C'est en 1867, alors que l'on construit un couvent franciscain, que l'on découvre un rocher taillé en forme de grand cube et recouvert de plâtre datant des croisés du royaume de Jérusalem. Ce rocher, appelé La Stèle de Bethphagé, est décoré de peintures et recouvert d'inscriptions latines citant les événements bibliques s'étant passé à Bethphagé, c'est-à-dire la préparation de l'entrée de Jésus à Jérusalem le jour des Rameaux, où il arrive avec un ânon comme monture, accomplissant ainsi l'Écriture.
La pierre, dont la tradition affirme qu'elle a servi à Jésus pour monter sur l'ânon, est restaurée en 1950 et des fresques décorent depuis 1955 les murs et le plafond de l'église.
Les pèlerins de notre époque démarrent ici la procession des Palmes le jour des Rameaux, en souvenir de ce jour, comme on le faisait au XIIe siècle.

## Intérieur

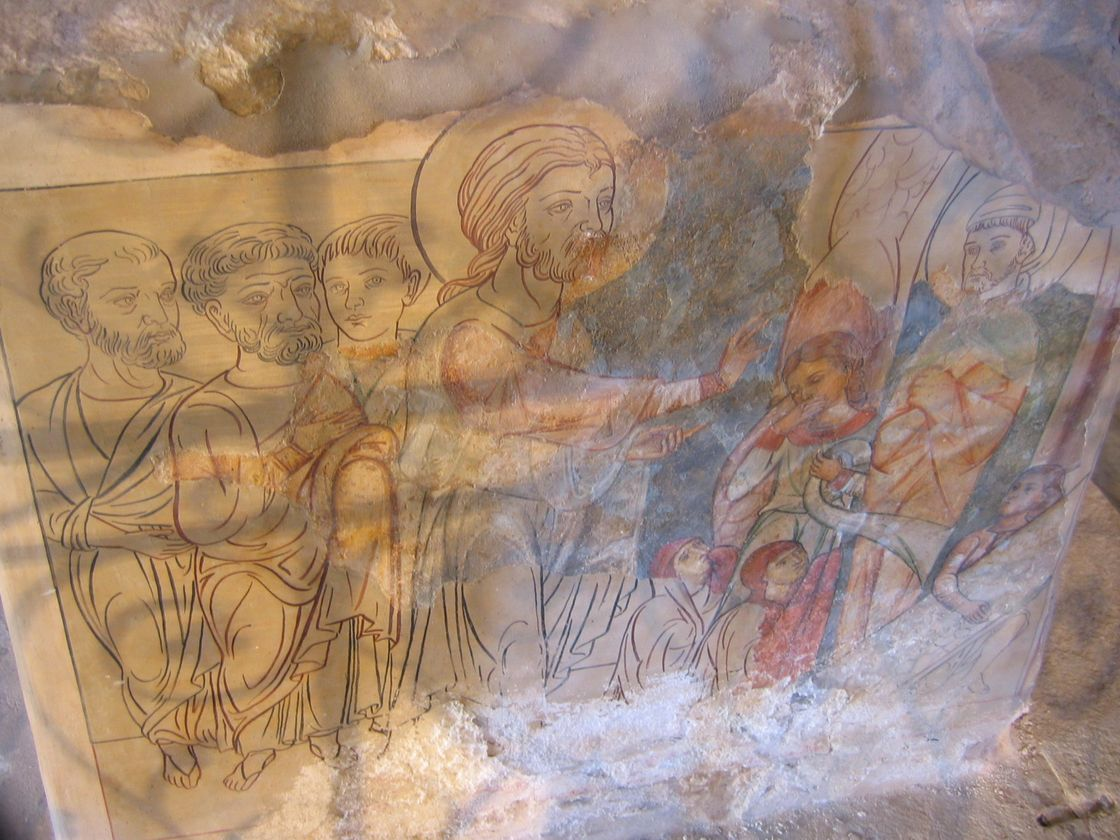
La résurrection de Lazare sur la stèle

Les restes de l'ancienne église sont visibles près de l'abside. Une fresque représentant l'arrivée de Jésus à Jérusalem est située derrière le maître-autel. Les plafonds et les murs sont recouverts de décors floraux. Des fresques murales dépeignent le peuple de Jérusalem se préparant pour la procession.
La Stèle de Bethphagé est entourée de grilles de fer forgé et un miroir à l'arrière permet aux pèlerins de voir les peintures sur tous les côtés du rocher. On remarque la rencontre de Jésus et de Marthe, les deux disciples amenant à Jésus un ânon et une ânesse, la résurrection de Lazare et le peuple agitant des palmes à l'arrivée de Jésus. 